# Theodor Innitzer
Theodor Innitzer (Weipert, 25 december 1875 – Wenen, 9 oktober 1955) was een Oostenrijks geestelijke en kardinaal van de Katholieke Kerk.
Innitzer was de zoon van een fabrieksarbeider, die dankzij actieve ondersteuning van de deken van zijn lokale parochie naar het gymnasium kon. Hij studeerde hierna aan het grootseminarie in Wenen en werd op 25 juli 1902 priester gewijd. Hij werd vervolgens kapelaan in Pressbaum en daarna vicerector van het seminarie in Wenen. Hij promoveerde in 1906 aan de Universiteit van Wenen en schreef twee jaar later zijn Habilitationschrift. Hij was van 1911 tot 1932 hoogleraar exegese van het Nieuwe Testament aan de Weense universiteit. In het Academisch Jaar 1928–29 was hij rector van de universiteit. In 1929 was hij kortstondig minister van Sociale Zaken in de regering van Johann Schober.
Op 19 september 1932 benoemde paus Pius XI Innitzer tot aartsbisschop van Wenen. Tot 1949 was hij daarnaast apostolisch administrator van Burgenland. Tijdens het consistorie van 13 maart 1933 werd hij kardinaal. De San Crisogono werd zijn titelkerk.
In de vroege jaren dertig bekende kardinaal Innitzer zich tot het austrofascisme. Hij steunde het sociale beleid van de regering van Dollfuß dat was geïnspireerd door de sociale leer van de Katholieke Kerk. Innitzer en het overige Oostenrijkse episcopaat steunden – onder sterke druk van de nationaalsocialistische leiding – ook de Anschluss. Daartoe ondertekenden de bisschoppen een door Gauleiter Bürckel opgestelde verklaring op 13 maart 1938, waarbij Innitzer op voorstel van Bürckel er handmatig Heil Hitler! bijschreef. Deze ondersteuning werd, zonder toestemming van het episcopaat, in het hele Derde Rijk voor propagandadoeleinden gebruikt en wekte verontwaardiging. Paus Pius XI dwong Innitzer een aantal concessies te herroepen en diens nieuwe verklaring werd op 6 april afgedrukt in de Osservatore Romano.
In oktober 1938 riep kardinaal Innitzer de jeugd van Wenen op tot het rozenkransgebed. 9000 jongeren vulden op 7 oktober (feest van de Heilige Maagd Maria van de Rozenkrans) de Stephansdom. Hier sprak de kardinaal de woorden:

Jetzt [müssen wir uns] umso standhafter zum Glauben bekennen, zu Christus, unserem Führer, unserem König und zu seiner Kirche

vertaald:

Nu [moeten wij] nog standvastiger ons geloof belijden, in Christus Jezus, onze leider, onze koning en in zijn Kerk

De volgende dag trokken leden van de Hitlerjugend naar het aartsbisschoppelijk paleis en gooiden daar de ramen in.
De moeilijkheden rond de wijding van zijn coadjutor Franz Jachym (april-mei 1950) tekenden de interne spanningen ook van het naoorlogse katholicisme in Oostenrijk.
Het aartsbisdom Wenen reikt elk jaar de Kardinal-Innitzerprijs uit voor wetenschappers en geleerden, die genoemd is ter ere van Innitzer.

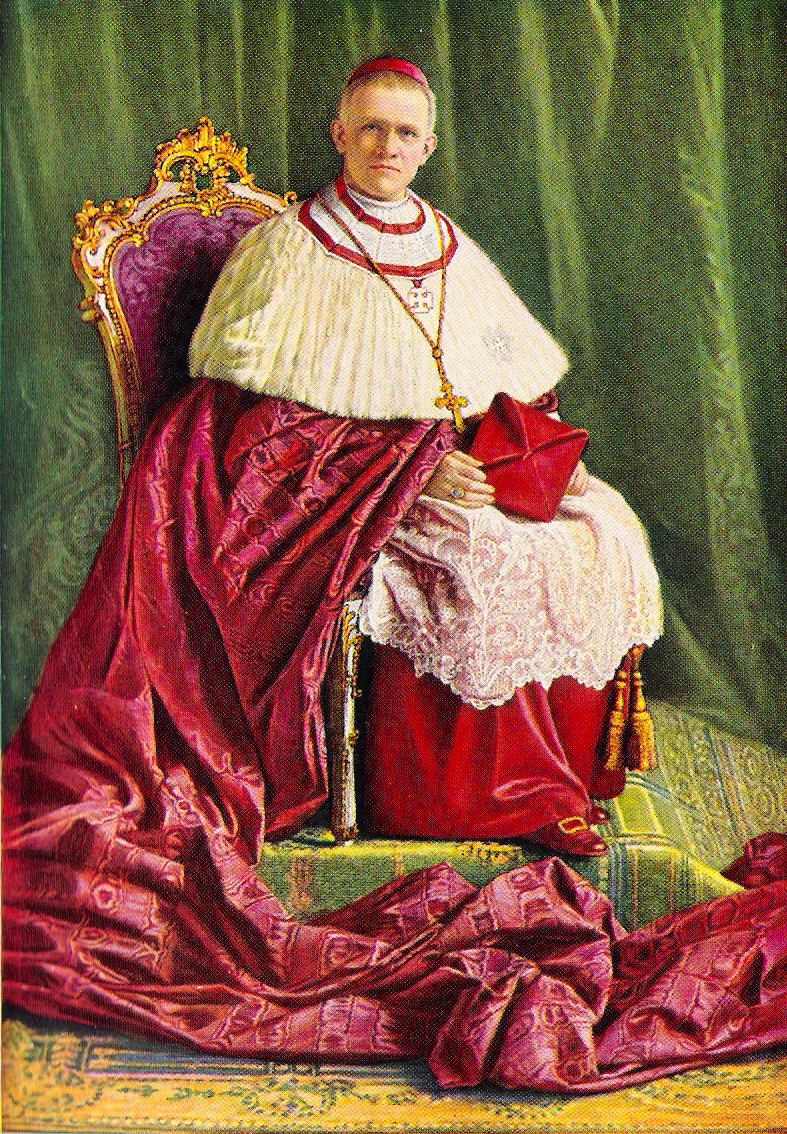
Kardinaal Innitzer
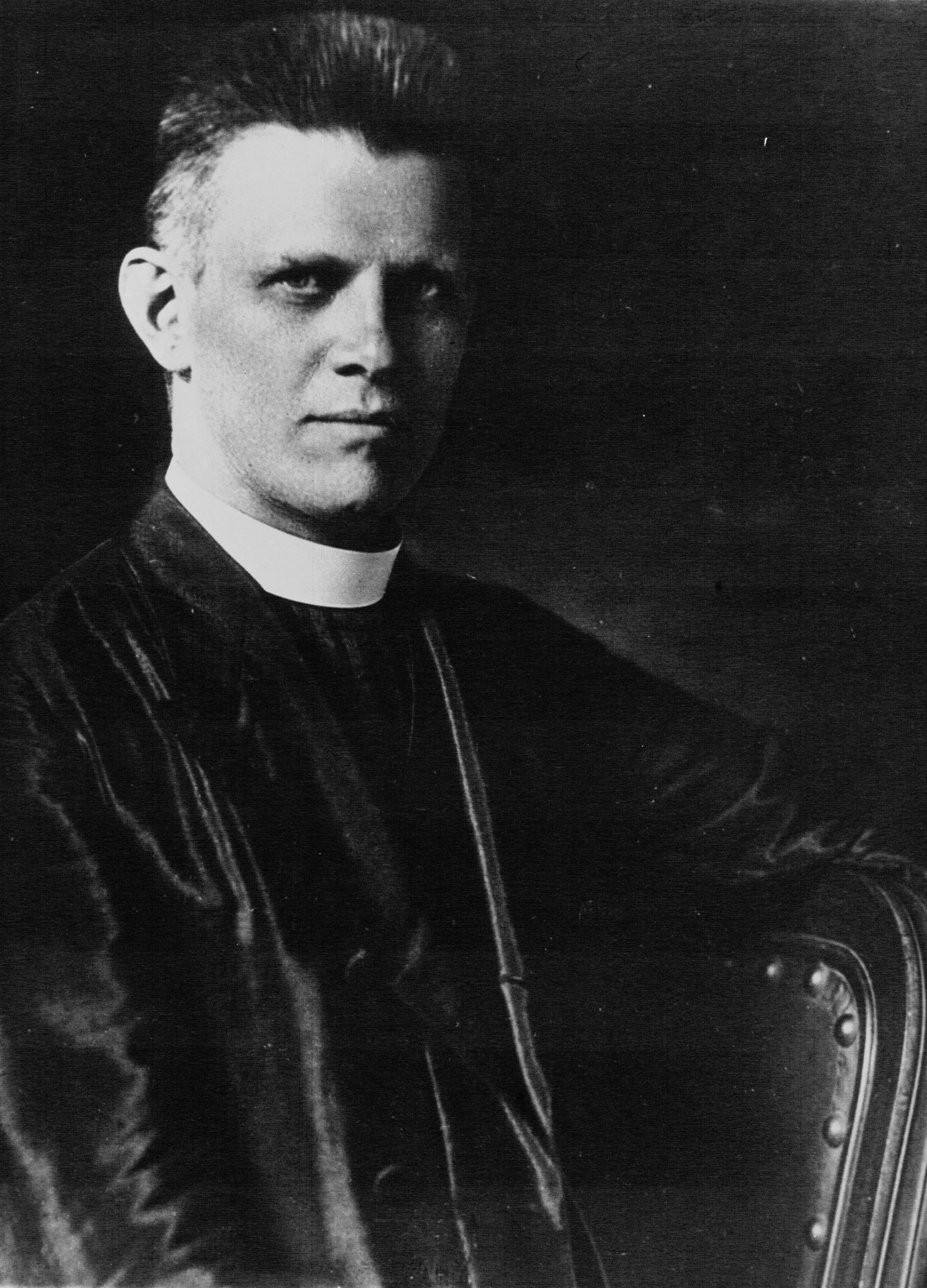
Theodor Innitzer in 1932
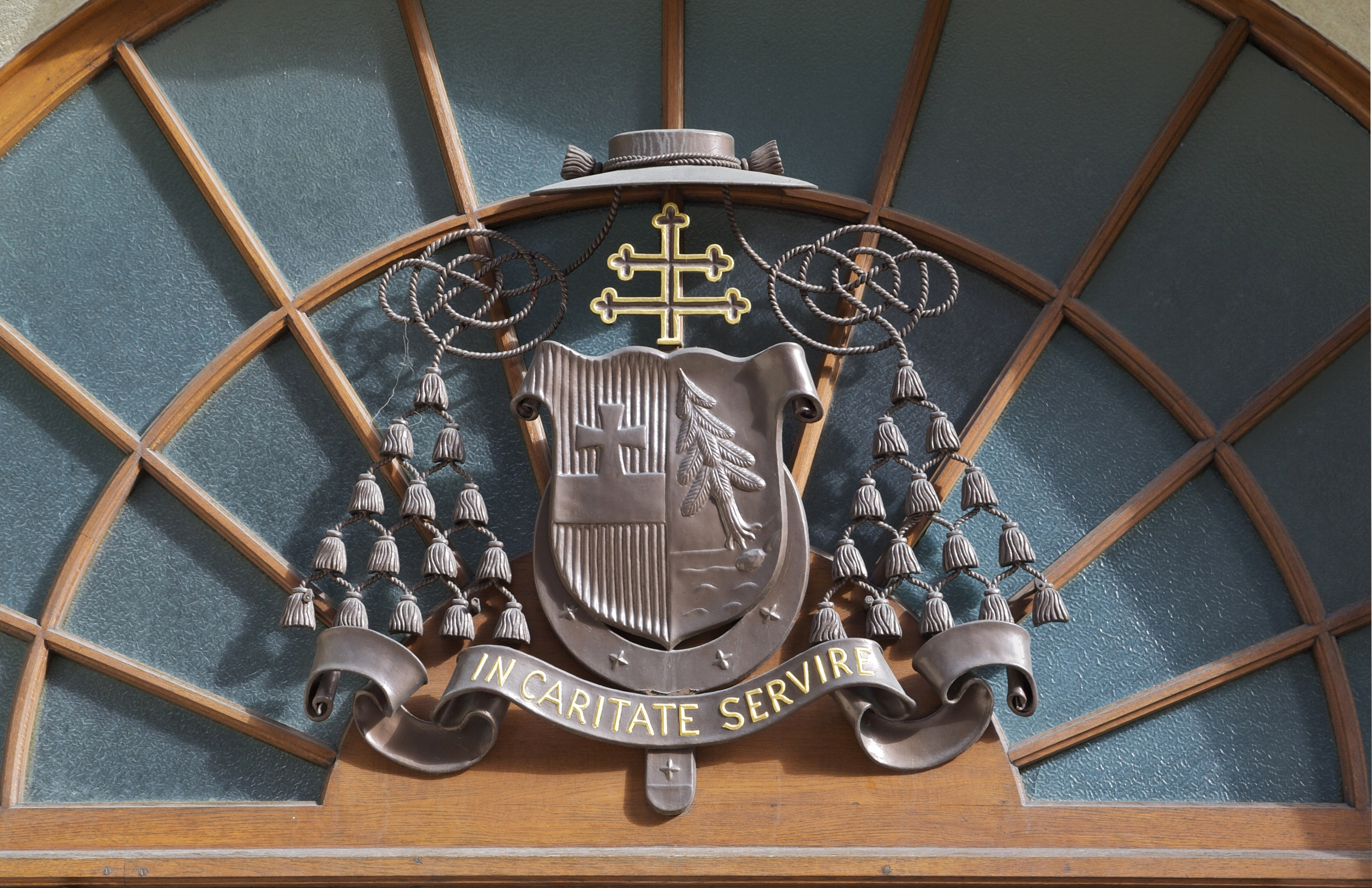
Wapenschild van kardinaal Innitzer